# أرنولد إي. سامويلسون
أرنولد إي. سامويلسون (بالإنجليزية: Arnold E. Samuelson)‏ هو مصور أمريكي، ولد في 1917، وتوفي في 2002.